# Мезоамериканские кодексы

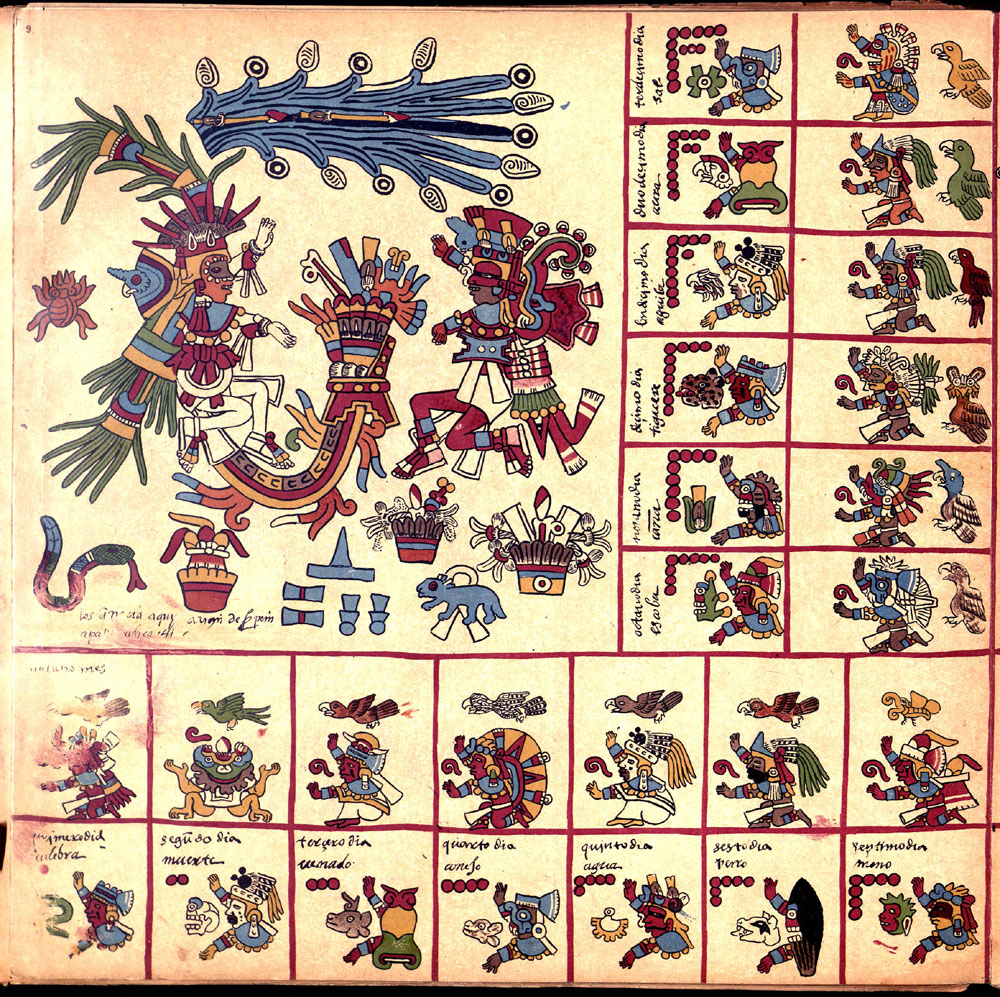
Фрагмент Бурбонского кодекса с подписями на испанском языке

Мезоамериканские кодексы — рукописные документы коренных народов Центральной Америки доиспанского и раннего колониального периода, где в основном в пиктографической форме освещаются исторические и мифологические события, религиозные ритуалы, хозяйственные темы (например, сбор податей), содержатся астрономические и гадальные таблицы и другие сведения.
Будучи каждый уникальным документом, эти своеобразные книги являются ценнейшим памятником мезоамериканской культуры и истории. Их принято называть по именам их исследователей или владельцев либо по месту хранения (например, кодекс Ботурини или Ватиканский кодекс 3773). В настоящее время кодексы и их факсимиле находятся в библиотеках и музейных собраниях разных стран мира. Первым мезоамериканским кодексом, переведённым на русский язык, стал Кодекс Теллериано-Ременсис (2010).

## Технология изготовления
Слово «кодекс» происходит от латинского codex, что означало «кусок дерева», так как первоначально кодексы составлялись на деревянных табличках. Также и бумага для индейских кодексов изготавливалась из коры разных видов фикусов и на языке ацтеков называлась аматль (аст. āmatl), что в испанском превратилось в амате (исп. papel amate). В юкатекском языке эквивалентом является слово kopo (или устаревший вариант написания copo), а в языке майя классического периода — huun (или hun), что также означало «книга», «кора» или «одежда из коры».
Для того, чтобы изготовить бумагу, длинные полосы коры сдирали с деревьев и очищали волокно от толстого слоя внешней коры. Затем полосы несколько раз отмачивали в воде и высушивали, после чего отбивали на камнях или деревянных досках. Полученные листы, достигавшие в длину нескольких метров, шлифовали камнями до гладкости.
Кроме того, некоторые кодексы написаны на выделанной оленьей шкуре.
Затем листы грунтовали гипсом и наносили рисунки с одной или обеих сторон. Для кистей различного размера использовался кроличий мех, краски изготавливались из разведённых в воде минералов.
Сложенные гармошкой книги помещали в «обложки» из дерева или шкуры, которые часто украшались золотом и драгоценными камнями. Их можно было читать, переворачивая лист за листом либо развернув во всю длину.

## История
Точно неизвестно, когда впервые появились бумажные рукописи. В Теотиуакане археологами были найдены камни, датирующиеся VI веком н. э., которые напоминают камни, использовавшиеся при изготовлении бумаги. У майя бумажные книги получили широкое распространение примерно в конце IX века, также есть данные, что майя и другие народы, например, сапотеки и тольтеки, изготавливали бумажные рукописи уже в III в н. э., а книги — около 660 года.
У ацтеков изготовление бумаги было развитой индустрией, поставлявшей большое количество аматля для различных целей, в том числе для создания книг и документов. Кроме того, в Тешкоко находилась библиотека с обширной коллекцией майяских, сапотекских и тольтекских рукописей.
После начала колонизации Америки испанцами кодексы, как и другие памятники истории и культуры коренных народов, без счёта уничтожались в ходе порабощения и насильственной христианизации. Множество рукописей погибли в ходе битв, например, при осаде Теночтитлана в 1521 году. Вследствие этого до нашего времени сохранилось лишь небольшое число индейских рукописных книг доколумбовой эпохи. Из них большинство отсылались в Испанию в качестве трофеев и древностей.
Однако некоторые кодексы создавались и в колониальный период, так как европейские миссионеры полагали с их помощью более эффективно обращать индейцев в христианство. Для этого местные художники делали рисунки, к которым затем добавлялись подписи и объяснения на испанском или местных языках, записанных латинским алфавитом, а иногда на латыни. Помимо того, монахи, особенно францисканцы, стремились зафиксировать местные обычаи и верования. Так появилось множество своеобразных «иллюстрированных энциклопедий» местной жизни.
Историк Дамиан Бака считает, что «колониальные кодексы предназначались для того, чтобы перестроить умы и память коренных мезоамериканцев. Эти кодексы, даже созданные самими ацтеками, представляли собой исторический нарратив с господствующей испанской точкой зрения». Однако это позволило сохранить пиктографическую традицию. Многие поздние рукописи были основаны на более ранних, доиспанских, или целиком скопированы с них.
В настоящее время известно около пятисот колониальных кодексов.

## Классификация
В основном кодексы классифицируются в зависимости от их происхождения; кроме того, выделяется группа неизвестного происхождения. Также кодексы делятся на доколониальные и колониальные.

### Ацтекские кодексы
Самая многочисленная группа кодексов, большую часть которой составляют документы, написанные после колонизации. Сохранилось несколько сотен кодексов, ниже представлены наиболее известные.
| кодекс Аскатитлан кодекс Ботурини Бурбонский кодекс Ватиканский кодекс A (3738) кодекс Вейтия кодекс Коскатцин карта Куаутинчана | кодекс Мальябекиано кодекс Тудела кодекс Иштлильшочитль кодекс Мендоса кодекс Рамирес кодекс Обен кодекс Осуна | кодекс Теллериано-Ременсис анналы Тлателолько кодекс Уэшоцинко Флорентийский кодекс кодекс Чимальпопоки (Легенда о Солнцах) кодекс Шолотль Libellus de medicinalibus indorum herbis |

### Кодексы майя
Лишь несколько дошедших до наших дней рукописей индейцев майя. Названы по библиотекам, в которых находятся.

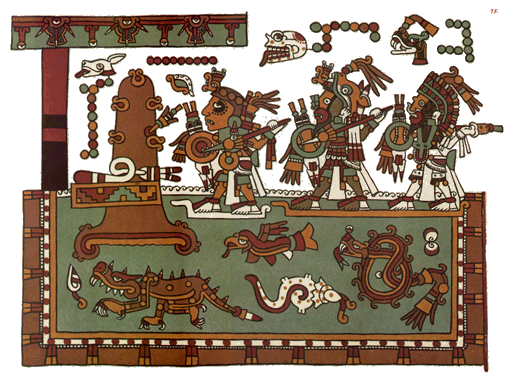
Миштекский кодекс

Кодекс Гролье

Дрезденский кодекс

Мадридский кодекс

Парижский кодекс

### Миштекские кодексы
В основном исторического содержания.
кодексы Беккер I и II

кодекс Бодли

Codex Vindobonensis Mexicanus I

кодекс Зуш-Наттолл

кодекс Коломбино

кодекс Селден

кодекс Эгертон

### Группа кодексов Борджиа
Происхождение и создатели этой группы кодексов неизвестны. Посвящены религиозной тематике.
кодекс Борджиа

кодекс Лауд

Ватиканский кодекс B (3773)

кодекс Коспи

кодекс Фейервари-Майер

кодекс Риос

кодекс Порфирио Диас

рукопись Обен № 20